# Cry Macho – A hazaút
A Cry Macho – A hazaút (eredeti cím: Cry Macho) 2021-es amerikai neo-western filmdráma, melyet Nick Schenk és N. Richard Nash forgatókönyvéből Clint Eastwood rendezett, Nash 1975-ös regénye alapján. A főbb szerepekben Clint Eastwood és Dwight Yoakam látható. 
2003-ban Arnold Schwarzenegger lehetőséget kapott arra, hogy vagy egy Feltámad a vadnyugat remake vagy egy Cry Macho adaptáció főszereplője legyen. Az utóbbi mellett döntött, de amikor Kalifornia kormányzójává választották, lemondott a projektről.
Az Amerikai Egyesült Államokban 2021. szeptember 17-én mutatta be a Warner Bros. a mozikban. Bevételi szempontból megbukott, 33 millió dolláros költségvetéshez képest 16 millió dolláros bevételt hozott. Általánosságban vegyes véleményeket kapott a kritikusoktól. A látvány és a filmzene dicséretet kapott, míg a forgatókönyvet kritika érte: Eastwood alakítása megosztó reakciókat váltott ki.

## Cselekmény
Texas, 1979: Mike Milo lótenyésztő alkoholista lett, miután sok évvel ezelőtt felesége és gyermeke véletlenül meghalt. Egykor rodeósztárként ünnepelték, de ez már régen volt. Bár sikerült megszabadulnia az alkoholtól, munkaadója, Howard Polk kora miatt már nem tud vele mit kezdeni. Howard továbbra is segíti őt anyagilag, de egy nap cserébe követel valamit: Mike-nak el kell hoznia Howard 13 éves fiát, Rafaelt a mexikóvárosi anyjától hozzá Texasba.
Leta, a fiú anyja, mint kiderül, gazdag, de felelőtlen alkoholista, akinek számos férfi ismerőse van. Már rég lemondott arról, hogy felnevelje fiát. A fiú az utcán kóborol, piti lopásokat követ el, és kakasviadalokon vesz részt Macho nevű kakasával. Mike-nak egy kakasviadalon sikerül felkutatnia a fiút, és rábeszéli az anyjával összeveszett gyereket, hogy tegye meg az utat Texasba. A fiú kíváncsiság és szkepticizmus keverékével várja a találkozást apjával, aki mindig is távol volt. Leta azonban nem akarja elengedni a fiát; megfenyegeti Mike-ot, hogy gyermekrablóként rács mögé záratja, ha nem megy el minél hamarabb.
Mike elindul hazafelé, de Rafo titokban besurran a kocsijába. Eleinte meg akar szabadulni a fiútól, mivel attól tart, bajba kerülhet Leta. Rafónak azonban sikerül meggyőznie, hogy elvigye őt a határig, miközben ellopja a pénztárcáját, és őszintén bevallja, találkozni akar az apjával. Útban a határ felé folyamatosan kerülgetniük kell a rendőröket és Leta emberét, Aureliót, ami lassítja az utazást. Többször kell autót váltaniuk és kellemetlen helyzetekkel megküzdeniük, de ennek eredményeképpen Mike és Rafo egyre közelebbi és szorosabb barátságot kötnek. Egy kis faluban egy időre menedéket találnak az özvegy kocsmárosnőnél, Martánál, aki gondoskodik árván maradt unokáiról. Rafo megtanul lovagolni, Mike pedig az állatok orvosi ellátásában mutatja be tudását. Marta és Mike egyre közelebb kerülnek egymáshoz, és napjaik idillien telnek. Amikor azonban Aurelio a nyomukra bukkan, tovább kell utazniuk a határ felé.
Mike mostanra megtudta, Howard Polk elsősorban azért akarja magával vinni a fiát, hogy a feleségével a mexikói vagyonért folytatott bírósági csatában fölénybe kerüljön. Némi habozás után elmondja Rafónak, aki úgy érzi, Mike elárulta, és el akar szökni. Éppen ekkor állítja meg Mike-ot és Rafót a rendőrség, akik először azt hiszik, hogy drogcsempészek, de később elengedik őket. Miközben vezetnek, Mike azt mondja Rafónak, túlértékelt dolog "macsónak" lenni, és arra biztatja, hogy hozza meg a saját döntéseit az életben. Rafo úgy dönt, továbbra is az apjával akar lenni. Aurelio ekkor rájuk talál, leszorítja őket az útról, és fegyverrel fenyegetőzik. Macho, a kakas azonban ráugrik, lehetővé téve Mike számára, hogy megszerezze fegyverét. Ezután Aurelio autójával eljutnak a határig. Végső búcsúzóul Rafo odaadja Machót Mike-nak, mielőtt újra találkozna az apjával. Mike a határ mexikói oldalán marad, és visszatér Martához.

## Szereplők
- Clint Eastwood – Mike Milo
- Eduardo Minett – Rafael „Rafo“ Polk
- Natalia Traven – Marta
- Dwight Yoakam – Howard Polk
- Fernanda Urrejola – Leta
- Horacio García-Rojas – Aurelio

## Fordítás
- Ez a szócikk részben vagy egészben  a   Cry Macho (film) című angol Wikipédia-szócikk fordításán alapul.  Az eredeti cikk szerkesztőit annak laptörténete sorolja fel. Ez a jelzés csupán a megfogalmazás eredetét és a szerzői jogokat jelzi, nem szolgál a cikkben szereplő információk forrásmegjelöléseként.